# Montserrat Grases
María Montserrat Grases García (10 de julho de 1941 - 26 de março de 1959) foi uma secular espanhola do Opus Dei. Grases tornou-se parte do Opus Dei em 24 de dezembro de 1957, depois de discernir se o seu caminho lhe permitiria juntar-se a eles. A sua alegria e amizade com os outros tornaram-na uma figura conhecida pela sua piedade e compaixão para com os pobres e enfermos, pois muitas vezes catequizava as crianças e cuidava dos pobres nas regiões pobres de Barcelona ao lado dos seus amigos. Grases continuou seus estudos apesar de seu câncer ósseo e ela continuou a demonstrar uma atitude alegre centrada em oferecer seu sofrimento pelo fundador do Opus Dei, São Josemaría Escrivá, e tanto pelo Papa Pio XII quanto pelo Papa João XXIII, que reinaram durante sua doença.
A causa de sua beatificação começou após sua morte em 19 de dezembro de 1962, tornando-a conhecida como uma Serva de Deus, enquanto a confirmação de sua virtude heróica em 26 de abril de 2016 permitiu que o Papa Francisco intitulasse Grases como Venerável.

## Vida
María Montserrat Grases García nasceu em Barcelona em 10 de julho de 1941 como a segunda de nove filhos de Manuel Grases e Manolita García. Seu batismo foi celebrado em 19 de julho na igreja de Nuestra Señora del Pilar. As pessoas a conheciam com carinho como "Montse". Seus pais procuraram criar um clima em que a fé sincera fosse fomentada com grande respeito pela liberdade dos filhos.
No final de 1942, ela sofreu de bronquite, mas os remédios não funcionaram, promovendo cuidados constantes para sua condição, que melhorou e desapareceu no verão de 1943. Em 11 de junho de 1944 - com seus irmãos Jorge e Enrique - recebeu a Confirmação na paróquia de Santa Maria. Grases fez sua primeira comunhão em 27 de maio de 1948.
Em outubro de 1946 ela começou seus estudos e em 1951 começou seu ensino médio sob os cuidados de freiras. Depois de terminar o ensino médio, ela continuou seus estudos no Professional College for Women em Barcelona, alternando com cursos de piano. Grases gostava de esportes e música, bem como de danças tradicionais locais; A dança preferida era as "sardanas". Suas amigas a acompanhavam em viagens frequentes às regiões pobres para ensinar catecismo às crianças e muitas vezes compravam doces para elas. Grases gostava de netball e tênis, bem como de passeios com amigos e participação em trabalhos teatrais. Grases também escalou montanhas perto de Seva, onde gostava de passar os verões e também gostava de pingue-pongue. Em 1951, ela recebeu um prêmio após vencer uma corrida de bicicleta. Em 1954 teve o seu primeiro encontro com o Opus Dei, mas já os conhecia desde que os seus pais se juntaram em 1952. A sua mãe a encorajou a visitar um centro do Opus Dei que oferecia aulas a moças para ajudar a fortalecer a sua fé e a sua vida espiritual, mas existiam algumas dúvidas se ela desejava pertencer ao Opus Dei. Em 1956, frequentou um retiro do Opus Dei para discernir a sua vocação, mas não chegou a uma conclusão quanto ao desejo de ingressar no Opus Dei. No dia 24 de dezembro de 1957 viu que Deus a chamava para o caminho de santidade oferecido no Opus Dei e pediu a admissão em suas fileiras depois de pedir o conselho das pessoas ao seu redor.   Em 1958, ela foi esquiar com amigos em La Molina e machucou a perna, o que causou dor ao longo de vários meses, o que a levou a ser levada em 26 de junho de 1958 a uma clínica da Cruz Vermelha para avaliação.

Em junho de 1958, ela foi diagnosticada com Sarcoma de Ewing em uma perna, após ter sentido grande dor por vários meses. Assim que a notícia foi dada a ela, ela foi ouvida cantando uma canção mexicana no dia 27 de junho em Llar:
"Quando eu vivia tão feliz, sem pensar no amor, você queria que eu te amasse e eu te amei apaixonadamente. E continuarei a amá-lo mesmo depois da morte. Pois eu te amo com a alma, e a alma nunca morre".
O câncer ósseo causou dores intensas que ela suportou com firmeza serena e heróica. Ao longo da doença, nunca perdeu a contagiante alegria nem o desejo de amizade que brotava da sua profunda vida interior e do zelo pelas almas. Foi por isso que ela continuou a aproximar amigos e colegas de escola de Deus. De 11 a 17 de novembro de 1958 visitou Roma, onde conheceu o Papa João XXIII e também teve a oportunidade de se encontrar com São Josemaria Escrivá no dia 13 de novembro. Ele devia dar-lhe a bênção e ela tentou ajoelhar-se, mas Escrivá a impedia de o fazer. Em vez disso, ele colocou as mãos na cabeça dela e fez o sinal da cruz em sua testa, abençoando-a. Foi ao voltar para casa que sua condição piorou e ela descobriu que não conseguia dormir à noite. Grases ofereceu sua dor pelo fundador e pelo papa.
García morreu em Barcelona no dia 26 de março de 1959 - Quinta - feira Santa - por volta das 10 horas, depois de tentar sentar-se na cama. A menina morreu - segundo testemunhas - olhando para uma foto da Mãe de Deus. Suas últimas palavras foram: "Quanto eu te amo! Quando você vem para mim "? Seus restos mortais foram posteriormente exumados e realocados em 1994.

## Processo de beatificação
O processo de beatificação foi iniciado em Barcelona em um processo informativo que durou de 19 de dezembro de 1962 a 26 de março de 1968, coletando testemunhos e documentação, bem como os escritos espirituais de Grases. Foram 27 testemunhos recolhidos de quem a conhecia pessoalmente. Os teólogos inspecionaram seus escritos espirituais e os aprovaram por não possuírem erros doutrinários em 22 de fevereiro de 1974, enquanto a Congregação para as Causas dos Santos validou o processo informativo em Roma em 15 de maio de 1992. Em 10 de maio de 1993, foi apresentado um pedido para a realização de outro processo de coleta de documentação e testemunhos adicionais, embora não exigido. Este processo diocesano foi iniciado em 10 de junho de 1993 e encerrado posteriormente em 28 de outubro de 1993, recolhendo outros 100 testemunhos. O CCS posteriormente validou este processo em 21 de janeiro de 1994.
A postulação posteriormente submeteu o dossiê Positio a CCS para avaliação em dezembro de 1999, embora a causa tenha permanecido inativa por algum tempo até 30 de junho de 2015, quando os teólogos forneceram uma resposta afirmativa e aprovaram a causa após terem examinado o dossiê. O Cardeal Angelo Amato - o prefeito da CCS - presidiu a sessão dos membros do CCS que aprovaram a causa em 19 de abril de 2016. O Papa Francisco confirmou que Grases viveu uma vida cristã exemplar de virtudes heróicas e a nomeou Venerável em 26 de abril de 2016. O então prelado do Opus Dei, Javier Echevarría Rodríguez, saudou a decisão do Papa e disse que Grases "correspondeu ao amor de Deus" e "procurou ser piedosa", observando que ela se esforçou para "trabalhar bem com espírito de serviço" aos outros.

O atual postulador desta causa desde 25 de outubro de 2013 é Dom José Gutiérrez Gómez.